# Сельское поселение Шемогодское
Сельское поселение Шемогодское — упразднённое сельское поселение в составе Великоустюгского района Вологодской области.
Центр — деревня Аристово.
Сельское поселение расположено на правом берегу Малой Северной Двины напротив Великого Устюга. Название происходит от реки Шемокса.
Население по данным переписи 2010 года — 666 человек, оценка на 1 января 2012 года — 622 человека.

## История
Шемогодский сельсовет был образован в 1924 году. В 1954 году к нему был присоединён Насоновский сельсовет, а в 1958 году — 11 деревень Парфёновского сельсовета: Рукавишниково, Копылово, Малое Василисово, Аверкие-во, Подворские, Горлово, Мыльная Горка, Коренево, Павлов Починок, Красный Выселок.
В 1999 году был утверждён список населённых пунктов Вологодской области. Согласно этому списку в состав Шемогодского сельсовета входили 33 населённых пункта.
В 2001 году были упразднены деревни Большое Крыловское, Ивановское, Самойлов Починок.
1 января 2006 года в соответствии с Федеральным законом № 131 «Об общих принципах организации местного самоуправления в Российской Федерации» Шемогодский сельсовет преобразован в сельское поселение.
Законом Вологодской области от 29 мая 2017 года № 4147-ОЗ были преобразованы, путём их объединения, сельские поселения Парфёновское, Покровское и Шемогодское — в сельское поселение Заречное с административным центром в деревне Аристово.

## Экономика
В 1931 году был создан колхоз, в 1937 году преобразованный в совхоз «Красный Север».
На территории сельского поселения работают школа, детский сад, пекарня, частное предприятие по переработке леса.

## Культура
В Шемогодской волости было много церквей. На берегу Шемоксы стоит Николаевская церковь, вблизи деревни Поповское — Богородская церковь, в деревне Копылово над ключом — придорожная часовня.
В конце XVIII — начале XIX века уроженец Шемоксы Иван Афанасьевич Вепрёв основал промысел резьбы по бересте. Работы шемогодских мастеров были оценены не только в России, но и за рубежом.

## Населённые пункты
В состав сельского поселения входили 30 деревень.
| Населённый пункт           | ОКАТО          | Рег. номер | Расстояние до районного центра, км | Расстояние до центра поселения, км | Индекс | Координаты                      |
| -------------------------- | -------------- | ---------- | ---------------------------------- | ---------------------------------- | ------ | ------------------------------- |
| деревня Аристово           | 19 214 880 001 | 1280       | 17                                 | —                                  | 162386 | 60°45′59″ с. ш. 46°24′03″ в. д. |
| деревня Балагурово         | 19 214 880 002 | 1281       | 31                                 | 15                                 | 162386 | 60°49′41″ с. ш. 46°31′40″ в. д. |
| деревня Бахарево           | 19 214 880 003 | 1282       | 13                                 | 4                                  | 162345 | 60°44′05″ с. ш. 46°24′55″ в. д. |
| деревня Бернятино          | 19 214 880 004 | 1283       | 28                                 | 12                                 | 162386 | 60°47′56″ с. ш. 46°31′34″ в. д. |
| деревня Большие Крутцы     | 19 214 880 005 | 1284       | 23                                 | 6                                  | 162386 | 60°45′50″ с. ш. 46°28′41″ в. д. |
| деревня Большие Слободы    | 19 214 880 007 | 1285       | 18                                 | 3                                  | 162386 | 60°45′17″ с. ш. 46°27′01″ в. д. |
| деревня Вепрево            | 19 214 880 008 | 1287       | 30                                 | 14                                 | 162386 | 60°47′58″ с. ш. 46°27′35″ в. д. |
| деревня Верхнее Бородкино  | 19 214 880 009 | 1288       | 11                                 | 6                                  | 162345 | 60°43′42″ с. ш. 46°23′26″ в. д. |
| деревня Верхнее Панкратово | 19 214 880 010 | 1289       | 19                                 | 2                                  | 162386 | 60°45′42″ с. ш. 46°25′59″ в. д. |
| деревня Горлово            | 19 214 880 011 | 1290       | 20                                 | 10                                 | 162386 | 60°41′59″ с. ш. 46°21′46″ в. д. |
| деревня Едново             | 19 214 880 012 | 1291       | 34                                 | 18                                 | 162386 | 60°50′49″ с. ш. 46°32′08″ в. д. |
| деревня Климлево           | 19 214 880 014 | 1293       | 29                                 | 13                                 | 162386 | 60°47′58″ с. ш. 46°29′14″ в. д. |
| деревня Козлово            | 19 214 880 015 | 1294       | 29                                 | 13                                 | 162386 | 60°47′45″ с. ш. 46°28′07″ в. д. |
| деревня Копылово           | 19 214 880 016 | 1295       | 10                                 | 7                                  | 162345 | 60°42′42″ с. ш. 46°23′25″ в. д. |
| деревня Кузнецово          | 19 214 880 017 | 1296       | 17                                 | 1                                  | 162386 | 60°45′38″ с. ш. 46°23′51″ в. д. |
| деревня Лучнево            | 19 214 880 018 | 1297       | 31                                 | 15                                 | 162386 | 60°47′53″ с. ш. 46°29′05″ в. д. |
| деревня Насоново           | 19 214 880 019 | 1298       | 36                                 | 20                                 | 162386 | 60°51′21″ с. ш. 46°30′56″ в. д. |
| деревня Нижнее Панкратово  | 19 214 880 020 | 1299       | 18                                 | 1                                  | 162386 | 60°46′25″ с. ш. 46°24′59″ в. д. |
| деревня Павшино            | 19 214 880 021 | 1300       | 30                                 | 14                                 | 162386 | 60°48′11″ с. ш. 46°28′20″ в. д. |
| деревня Пенье              | 19 214 880 022 | 1301       | 31                                 | 15                                 | 162386 | 60°49′41″ с. ш. 46°31′21″ в. д. |
| деревня Погорелово         | 19 214 880 025 | 1302       | 26                                 | 10                                 | 162386 | 60°47′06″ с. ш. 46°31′07″ в. д. |
| деревня Подберезье         | 19 214 880 023 | 1303       | 31                                 | 15                                 | 162386 | 60°49′09″ с. ш. 46°31′28″ в. д. |
| деревня Подворские         | 19 214 880 024 | 1304       | 7                                  | 10                                 | 162345 | 60°42′09″ с. ш. 46°21′20″ в. д. |
| деревня Поповское          | 19 214 880 026 | 1305       | 20                                 | 3                                  | 162386 | 60°47′27″ с. ш. 46°26′29″ в. д. |
| деревня Рукавишниково      | 19 214 880 027 | 1306       | 10                                 | 7                                  | 162345 | 60°42′57″ с. ш. 46°23′22″ в. д. |
| деревня Сондас             | 19 214 880 029 | 1308       | 27                                 | 11                                 | 162386 | 60°47′00″ с. ш. 46°28′55″ в. д. |
| деревня Угол               | 19 214 880 030 | 1309       | 28                                 | 12                                 | 162386 | 60°47′06″ с. ш. 46°28′03″ в. д. |
| деревня Федоровское        | 19 214 880 031 | 1310       | 22                                 | 5                                  | 162386 | 60°47′36″ с. ш. 46°26′41″ в. д. |
| деревня Чернаково          | 19 214 880 033 | 1312       | 12                                 | 5                                  | 162345 | 60°43′42″ с. ш. 46°24′17″ в. д. |
| деревня Чёрная             | 19 214 880 032 | 1311       | 10                                 | 7                                  | 162345 | 60°43′42″ с. ш. 46°24′14″ в. д. |

Населённые пункты, упразднённые 18 января 2001:
| Населённый пункт           | ОКАТО          | Рег. номер | Расстояние до районного центра, км | Расстояние до центра поселения, км |
| -------------------------- | -------------- | ---------- | ---------------------------------- | ---------------------------------- |
| деревня Большое Крыловское | 19 214 880 006 | 1278       | 19                                 | 2                                  |
| деревня Ивановское         | 19 214 880 013 | 1292       | 24                                 | 7                                  |
| деревня Самойлов Починок   | 19 214 880 028 | 1307       | 41                                 | 25                                 |